# Кімберлі (копальні)
1.Кімберлі (Kimberley) — алмазоносна провінція в ПАР. Вміст алмазів 0,2…0,25 карат/т. Глибина розробки до 790 м. Щорічний видобуток 500 тис. карат.
2. Кімберлі (Kimberley) — група найстаріших алмазовидобувних копалень (рудників) ПАР — деякі з них працюють з XIX ст. На початку XXI ст. видобуток ведеться на глибинах 800–900 м, у важких гірничотехнічних умовах, оскільки площа трубок на цих глибинах мала, а форма часто дуже складна. Тому виробничі витрати високі, і рудники працюють на межі рентабельності. Експлуатація їх може продовжитися до 2004 р. Однак De Beers не хоче втрачати ці підприємства, оскільки на них добуваються камені високої якості. Крім того, вони забезпечують роботою місцеве населення, що також важливо для іміджу корпорації.
Щоб продовжити термін роботи цих рудників, а також збагачувальних підприємств, що переробляєють техногенні спецвідвали, що скупчилися на них за багато років, вирішено побудувати нову збагачувальну фабрику типу «CTP» (Combined treatment plant), на якій будуть використовуватися сучасні технології збагачення. Це дозволить істотно підвищити ступінь вилучення алмазів як з кімберлітів, що добуваються на трьох рудниках, що залишилися, так і з матеріалу складованих спецвідвалів. При цьому буде істотно (до 6 дол./т) знижена собівартість збагачення, що дозволить продовжити термін економічної роботи цієї групи рудників до 2018 р. За планом фабрика досягне повної потужності в 1.9 млн кар. до середини 2002 р.
На руднику Дю-Тойтспен готують до відробки новий блок на глибині 870 м; ведуть розвідку ресурсів руди на більшій глибині [De Beers Annual Report 2000. Kimberly, 2001]. На руднику Ягерсфонтейн, видобуток на якому було припинено в 1971 р., визначаються економічні параметри переробки спецвідвалів, для чого побудована автономна збагачувальна фабрика.